# Zornia chaetophora
Zornia chaetophora är en ärtväxtart som beskrevs av Ferdinand von Mueller. Zornia chaetophora ingår i släktet Zornia och familjen ärtväxter. Inga underarter finns listade i Catalogue of Life.